# Vincent Spano
Vincent Spano ( Brooklyn, New York, 18 oktober 1962) is een Amerikaans acteur.
Spano heeft Amerikaanse ouders van Italiaanse komaf. Zijn filmdebuut beleefde hij in 1979 in de film The Double McGuffin.
Spano acteerde in diverse Hollywoodfilms, zoals John Sayles' Baby, It's You en City of Hope, Rumble Fish, Alive: The Miracle of the Andes en Creator.